# Meditações sobre Filosofia Primeira

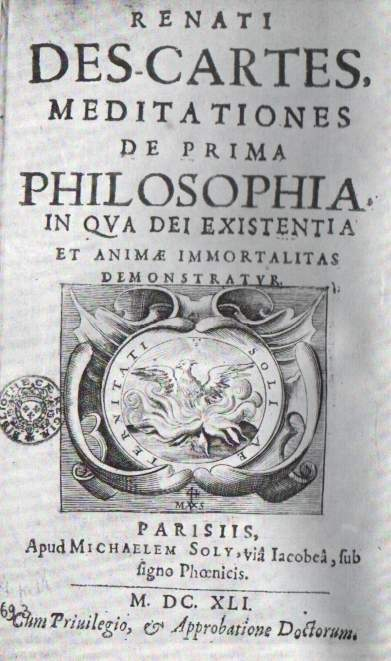
Meditações sobre Filosofia Primeira, de Descartes.

Meditações sobre Filosofia Primeira, ou Meditações Metafísicas, (originalmente em latim, Meditationes de prima philosophia, in qua Dei existentia et animæ immortalitas demonstratur) é um livro escrito por René Descartes em 1641. Trata-se de um aprofundamento da filosofia elaborada nas Regras para a orientação do espírito (1627?) e no Discurso sobre o método (1637).
Meditações compõe-se de primariamete de seis meditações ou partes, nas quais Descartes tenta estabelecer o que podemos conhecer com segurança. Além das seis meditações há um conjunto de sete objeções e respostas.
Na primeira meditação encontram-se quatro situações que podem confundir suficientemente a percepção, a ponto de invalidarem, seguramente, uma série de enunciados sobre o conhecimento. O principal destes quatro argumentos é o do gênio maligno que tem a capacidade de confundir a percepção e plantar dúvidas sobre tudo o que podemos conhecer acerca do mundo e suas propriedades. Porém, mesmo podendo falsear a percepção, não pode falsear a crença nas percepções - ou seja, ele pode contra-argumentar contra a percepção mas não contra a crença que incide sobre as percepções. Descartes também conclui que o poder de pensar e existir não podem ser corrompidos pelo gênio maligno.
Na Segunda Meditação encontra-se o argumento de Descartes acerca da certeza da própria existência, certeza que prevalece sobre qualquer dúvida:
Convenci-me de que não existe nada no mundo, nem céu, nem terra, nem mente, nem corpo. Isto implica que também eu não exista? Não: se existe algo de que eu esteja realmente convencido é de minha própria existência. Mas existe um enganador de poder e astúcia supremos, que está deliberada e constantemente me confundindo. Neste caso, e mesmo que o enganador me confunda, sem dúvida eu também devo existir… a proposição "eu sou", "eu existo", deve ser necessariamente verdadeira para que eu possa expressá-la, ou para que algo confunda minha mente.
Em outras palavras, a consciência implica a existência, logo nesse instante ocorre a descoberta do Cogito (ser pensante) – em uma das réplicas às objeções que faz no livro, Descartes resumiu a passagem acima em sua hoje famosa sentença: penso, logo, existo (em latim: cogito, ergo sum) –, essa é a primeira certeza, segundo Descartes,clara e distinta que o permitirá seguir adiante, todavia mesmo encontrando essa certeza, aparece o problema do solipsismo, o qual se emerge no instante em que a única certeza real que Descartes possui é o ser pensante, logo ele se encontra só e toda realidade exterior, em um primeiro instante, poder-se-ia considerar ilusória – mas no entanto não é pois Descartes prova  a veracidade do mundo exterior a partir do argumento ontológico de Deus.

## Resposta ao Solipsismo: Deus é a base de todo o conhecimento
A descoberta do cogito, como base para todo o conhecimento, por ser a certeza mais segura e clara alcançada ao renegar as opiniões, faz com que Descartes encontre uma série de problemas como:
1. Se foi necessário por todas as coisas exteriores em dúvida – ou seja a própria realidade, o mundo –   e a única coisa a qual se pode ter certeza é a res cogitan, ou seja, o meu pensamento que pôs todas as coisas em dúvida e alcançou o cogito, como pode-se explicar as res extensa, ou seja, as coisas exteriores?
2. Se as coisas exteriores não podem ser explicáveis, o mundo, o qual vivemos, se torna incerto e o indivíduo se encontra sozinho em seu pensamento e toda realidade é fruto de uma “projeção” do ser pensante (res cogitans) e, por isso, ele se encontra só, já que tudo é uma projeção sua, e nada é real suficiente, somente seu pensamento é uma realidade firme e segura – como um terreno firme de onde parte as certezas.
3. O próximo problema é decorrente dos dois primeiros: se o sujeito se encontra só em seus pensamentos,  e se a realidade é fruto de uma projeção do mesmo, como um projetor de cinema que transmite uma suposta realidade, uma imagem, e se esse mesmo pensamento, que projeta, que “cria” a realidade como uma imagem, um quadro, pode falhar em seus raciocínios, se atrapalhar em suas ideias , errar em operações matemáticas ( que parecem ser tão certas) e até criar sonhos e ilusões como quimeras, como não pode, esse mesmo pensamento, iludir e ludibriar o ser pensante? Como pode tudo que eu penso,não ser fruto de um mero devaneio, fruto de uma enganação?

Descartes se vê obrigado, partindo do sujeito pensante,recorrer a uma origem de algo exterior a ele: A Deus. Todavia, aqui, Deus, para Descartes, não funciona somente como um “ente mágico” ou “cheio de poderes” sobre o mundo mas como um conceito apriorístico para a existência, ou seja, Deus é, na mesma medida, o Ser – pois ele deve existir para haver existência; é um conceito que abarca em si propriedades de existência absoluta e infinita – pois Descartes entende que somente um ser absoluto, isto é, que sempre é e nunca muda, e infinito, ou seja, sem limites, finito, não tem término de existência, pode ser  um ser perfeito, logo o Ser – pois não contém em si o traço da imperfeição que é a limitação – contrário as todos imperfeições da existência humana. Descartes,em outras palavras, diz que há um Ser perfeito e anterior ao ser pensante. Ele é anterior pois na medida que é a priori, ou seja, alcançado pela meditação, pela experiência do pensamento, e não por uma abstração, como uma experiência exterior com as coisas sensíveis, isto é, Deus como ser tem sua existência de forma anterior a experiência física e, inclusive, ao próprio ser pensante. Assim como as operações matemáticas (como a soma e a adição) são anterior ao próprio ato da operação matemática , ou seja, é uma existência que precede qualquer ato, pois é uma realidade que sustenta toda a realidade mundana e por isso Deus é a realidade a priori do pensamento. Só Deus pode ser a origem dos nossos pensamentos ao passo que temos a ideia de perfeição, pois sabemos quando erramos ao deduzir alguma conclusão errada, ou seja, quando temos consciência do erro – como por exemplo, identificar que um quadrado não é um triângulo – é porque há em nós a ideia de perfeição; a ideia de perfeição antecede a de imperfeição. E a origem da ideia de perfeição só pode resistir em Deus que é em sua natureza perfeito. Logo a resposta ao solipsismo do ser pensante está na anterioridade da ideia de Deus e na sua origem exterior ao ser pensante. A ideia de Deus é necessária para sustentar a própria existência do ser pensante como na passagem:
“E assim reconheço muito claramente que a certeza e a verdade de toda ciência depende do só conhecimento do verdadeiro Deus; de sorte que ,antes de o conhecer,eu não podia saber perfeitamente nenhuma outra coisa. E agora que o conheço ,tenho o meio de adquirir uma ciência perfeita no tocante a uma infinidade de coisas ,não só daquelas que estão nele, mas também, daquelas que pertencem à natureza corporal” 
Descartes então enfatiza que todo conhecer, logo toda ciência, toda construção de conhecimento (epistemologia),só é verdadeiro quando, no ato desse reconhecimento do cogito, nessa experiência de solipsismo, nesse caminho percorrido das meditações,que reconhecemos que o nosso ser, o nosso pensamento, sozinho, é muito incerto, muito imperfeito, pois ele erra e, com isso, para nos dar as certezas sobre o mundo real, é necessário recorrer a algo perfeito e verdadeiro, logo a Deus. Mas Descartes enfatiza: não é qualquer  Deus que sustenta o pensamento e que a ele recorre, como um Deus bíblico castigador, mas o verdadeiro Deus que é o Deus absoluto e infinito, logo perfeito, o Deus que nos permite enxergar os nossos erros e enganos. E por isso que é a partir de Deus que Descartes reconhece que é possível conhecer as coisas, não só do pensamento – logo que estão ligadas de forma mais íntima a Deus,pois é pela via da meditação, ou seja, pelo espírito e com isso de forma a priori – mas como as coisas exteriores, ou seja , como ele coloca “a natureza corporal” pois é a ideia de Deus ,contida no espírito, que permite reconhecer que o mundo exterior não é fruto de uma ilusão do pensamento.
O restante do livro, que não difere muito do precedente Discurso do Método, sendo porém mais acessível, dá continuidade as certezas alcançadas por Descartes e analisa a suposta prova do dualismo entre mente e corpo.

## Esboço das seis meditações

### Primeira Meditação
Adota a dúvida como método. Apresenta o critério para a dúvida: tomar por falso todo o duvidoso; apresenta as razões para a dúvida:
- Engano dos sentidos;
- Composição pela imaginação;
- Sonho;
- Loucura;
- Deus enganador;
- Gênio maligno.

### Segunda Meditação
Encontra algo que resista a dúvida: a frase "Sou" (conhecida como cogito) é verdadeira sempre que dita ou pensada.

### Terceira Meditação
Na terceira meditação, Descartes está disposto a provar que Deus existe. Estando em uma situação em que ele sabe que algumas de suas ideias não são verdadeiras (hipótese do gênio maligno), ele acha a prova ontológica (mais inteligente). Existem três passos argumentativos para provar que a ideia de Deus é verdadeira:
1 – o encontrar a ideia de perfeição
2 – analisar a ideia de perfeição. Potencializar ao limite as ideias positivas no seu grau máximo.
3 – análise da ideia de casualidade (causa e efeito). Tem que haver mais realidade na causa do que no efeito. A hipótese do gênio perde então a sua razão.
Sendo a hipótese do gênio uma ilusão é preciso achar qual é a causa da potencialidade máxima de todas as propriedades positivas existentes: a existência da perfeição.
“ da ideia de perfeição, presente em meu espírito, infiro a existência da perfeição como única causa possível desta ideia.”

### Quarta Meditação
Teodicéia epistemológica onde se mostra que o homem, e não Deus, é o responsável  pelos erros.

### Quinta Meditação
São retirados os motivos para duvidar da matemática e da geometria.

### Sexta Meditação
São retirados os motivos para duvidar das sensações. É provada a existência dos corpos.

## Esboço das objeções e respostas

### Primeiras Objeções
Compostas por Caterus, um teólogo escolástico.

### Segundas Objeções
Compostas provavelmente por Marin Mersenne.

### Terceiras Objeções
Compostas por Thomas Hobbes.

### Quartas Objeções
Compostas pelo então jovem teólogo Antoine Arnauld.

### Quintas Objeções
Compostas por Pierre Gassendi.

### Sétimas Objeções
Compostas pelo padre Pierre Bourdin.

## Principais edições em português
- René Descartes. Meditações Metafísicas. A primeira tradução para o português, José de Oliveira Pinto. em 1900.
- René Descartes. Meditações sobre Filosofia Primeira. Campinas: Editora da UNICAMP, 2004, tradução de Fausto Castilho. Edição bilíngüe em latim e português.

A melhor edição em português. Além da tradução, inclui facsímile da edição de Charles Adam e Paul Tannery (AT), o texto padrão para a versão latina das Meditações. As diferenças entre o texto latino e o texto francês de 1647 aparecem em negrito na tradução.
- René Descartes. Meditações. Em Victor Civita, editor, Os Pensadores: Descartes. São Paulo: Abril Cultural, 1983, terceira edição, tradução de J. Guinsburg e Bento Prado Júnior.

Trata-se de uma ótima tradução da tradução para o francês das Meditações (1647). Inclui as "Segundas Objeções", as "Respostas do Autor às Segundas Objeções" e as "Respostas do Autor às Quintas Objeções". Apesar da ótima tradução, a edição está defasada por não incluir a paginação padrão utilizada pelos estudiosos de acordo com a edição AT.
- René Descartes. Meditações Metafísicas. São Paulo: Martins Fontes, 2000, tradução de Maria Ermantina Galvão.

Uma boa tradução do texto francês de 1647. Traz a paginação da edição AT.